# Bahnhof Hermsdorf-Klosterlausnitz
Der Bahnhof Hermsdorf-Klosterlausnitz ist ein Bahnhof an der Bahnstrecke Weimar–Gera (Teil der Mitte-Deutschland-Verbindung).
Er liegt in der Stadt Hermsdorf und trennt die Altstadt von der Neustadt. Im Zuge der Modernisierung der Mitte-Deutschland-Verbindung erhielt der Bahnhof einen neuen Mittelbahnsteig und wurde auf zwei Durchfahrtsgleise verkleinert. Der Hausbahnsteig wurde abgerissen.

## Lage
Der Bahnhof befindet sich im Norden der Stadt Hermsdorf. Der Ortskern der auch namensgebenden Gemeinde Bad Klosterlausnitz ist etwa anderthalb Kilometer Richtung Norden entfernt gelegen. Die angrenzenden Straßen sind Am Bahnhof und die Eisenberger Straße. Die nächste Station in Richtung Westen ist der rund fünf Kilometer entfernte Haltepunkt Papiermühle. In Richtung Osten ist es der Haltepunkt Kraftsdorf, der ungefähr sieben Kilometer weit entfernt ist.

## Geschichte
Die feierliche Einweihung des Bahnhofs fand am 28. Juli 1876 statt. Den Tag darauf wurde er dem öffentlichen Verkehr übergeben. Zum Zeitpunkt der Inbetriebnahme war in dem Bahnhofsgebäude ein Post- und Telegrafenamt, später auch noch eine Gaststätte, vorhanden. Sowohl Postkarten als auch Fahrscheine konnte man am selben Schalter erwerben.
Im Jahre 1903 wurden im Bahnhof 72 Waggons mit 700 Zentnern abgefertigt. Am 25. Juli 1932 fand auf dem Gelände des Hermsdorfer Bahnhofs eine Großübung der Sanitätskolonne Hermsdorf unter Leitung des Kolonnenarztes Schuster statt. Im Juli 1936 erweiterte man den Güterbahnhof.
Am Vormittag des 11. April 1945 wurde bei Bombenangriffen ein Munitionszug getroffen und explodierte. Der Wald im Bereich um das Stellwerk wurde größtenteils zerstört. Auch Häuser in dessen Nähe waren dadurch stark beschädigt. Große Mengen dieser Munitionen wurden einfach in einer Senke hinterlassen und wurden erst beim Umbau des Busbahnhofs wiederentdeckt. Die Bergung jener war mit viel Aufwand verbunden.
Die bis zum 21. Dezember 1951 als Bahnhofstraße bezeichnete Straße benannte man an diesem Tag in Josef-Stalin-Straße um. 1952 wurde der Bahnhofsvorplatz umgestaltet. Am Bahnhof entstand im Jahre 1964 eine kleine Parkanlage. Ein Jahr später folgte ein weiterer Umbau des Vorplatzes. Dabei wurde dort der Busbahnhof errichtet. Der Abriss eines Nebengebäudes am Bahnhof erfolgte 1974. Es diente bis dahin der Wasserversorgung für Toilette und Dampflokomotiven. Noch im gleichen Jahr kam es zu Erweiterungen des Empfangsgebäudes. Am 3. Juli 1976 fanden Feierlichkeiten anlässlich des 100. Jahrestages der Eröffnung der Bahnstrecke Weimar–Gera statt. Dazu versammelten sich zahlreiche Personen am Hermsdorfer Bahnhof. 1977 waren alle Bauarbeiten abgeschlossen. Am 3. April 1978 ging die Mitropa-Gaststätte wieder in Betrieb. Eine neue Krananlage wurde im Jahre 1986 angeschafft.

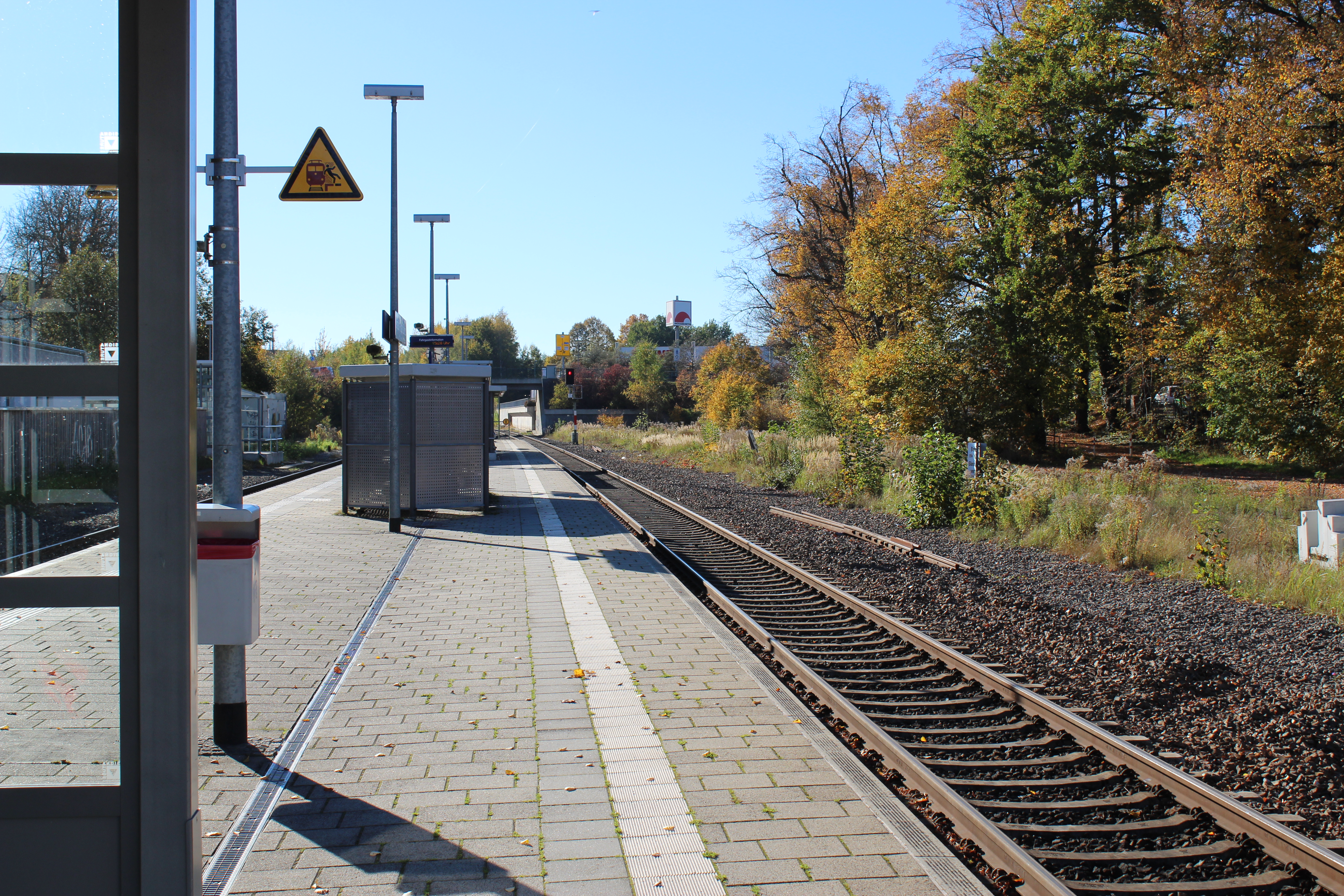
Bahnsteig, westliches Ende (2017)

Für den Neubau der Bahnhofsbrücke wurde am 19. Februar 2000 das Planfeststellungsverfahren eingeleitet. Es war geplant, sie 1,20 Meter höher als die bisherige Brücke zu bauen. Der Stadt fehlte zunächst die benötigte Zuzahlung der Deutschen Bahn. Am 6. Januar 2001 verschob man zunächst den Bau der Brücke. Der damalige Bundesverkehrsminister Kurt Bodewig stoppte vorerst den weiteren Bau der Mitte-Deutschland-Verbindung.

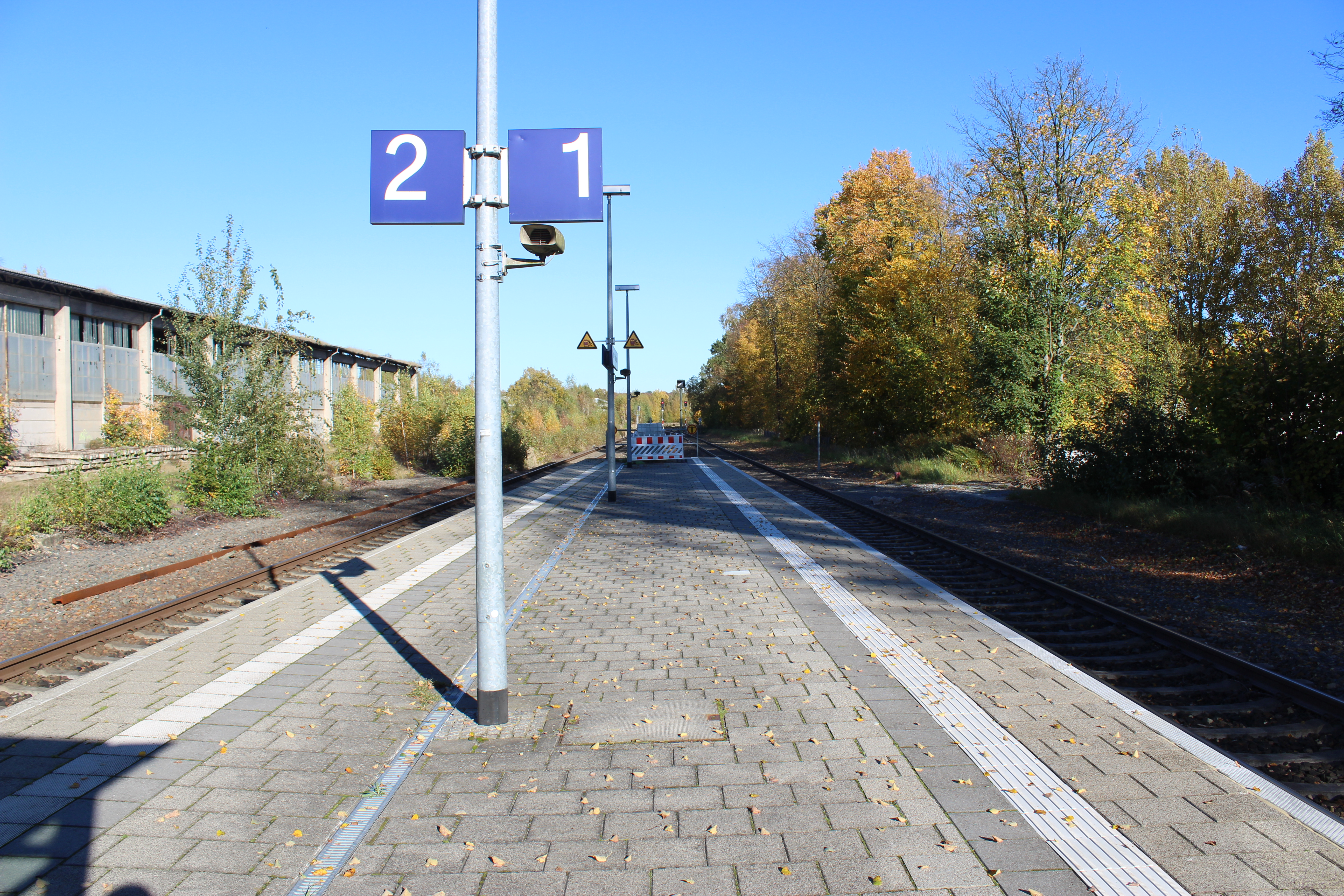
Bahnsteige, östliches Ende (2017)

Am 10. Februar desselben Jahres wurde angekündigt, den Bahnhof zu rekonstruieren. Die Deutsche Bahn baute am 3. April einen neuen Schienenstrang im Bahnhof ein. Am 22. April begannen die entsprechenden Bauarbeiten. Ein Personentunnel mit Aufzug wurde errichtet. Das Tunnelsegment im Gleisbereich wurde am 19. Juli versenkt. Bei den Arbeiten am Bahnhofsvorplatz kam es zur Freilegung von 1772 Brandbomben und zwei Nebelkörpern aus dem Zweiten Weltkrieg, was eine aufwändige Räumung darstellte. Am 15. März 2004 war die alte aus dem Jahre 1875 stammende Brücke abgerissen. Am 29. Oktober wurde die Brücke zusammen mit einem neuen Kreisverkehr und der sanierten Eisenberger Straße freigegeben.
Zwei Diebe waren am 9. Februar 2008 dabei, mit einem Schweißbrenner an einem Nebengleis Schienen zu entfernen. Sie wurden auf frischer Tat ertappt. Das seit dem 28. September 2006 außer Betrieb genommene Stellwerk an der Bahnhofsbrücke riss man am 28. Mai 2008 ab. Insgesamt gab es zwei Stellwerke. Bei beiden handelte es sich um mechanische Stellwerke der Bauart Jüdel. Heute werden all diese Tätigkeiten zentral aus Leipzig gesteuert. Ebenfalls wurde der Güterschuppen gegenüber dem Bahnhof im Mai 2009 abgerissen. Ein neuer Fahrkartenautomat ging im Oktober 2009 in Betrieb. Seitens der Fahrgäste kam mehrfach die Kritik auf, dass der Bahnhof sich in einem unordentlichen und nicht sauberen Zustand befinde. Von nun an nimmt eine Fremdfirma zweimal wöchentlich eine Reinigung vor. Durch einen Ratsbeschluss fallen seit dem 11. April 2011 Kosten für das Parken vor dem Bahnhof an. Am 8. April 2013 erwarb ein privater Investor das damals leerstehende Empfangsgebäude.

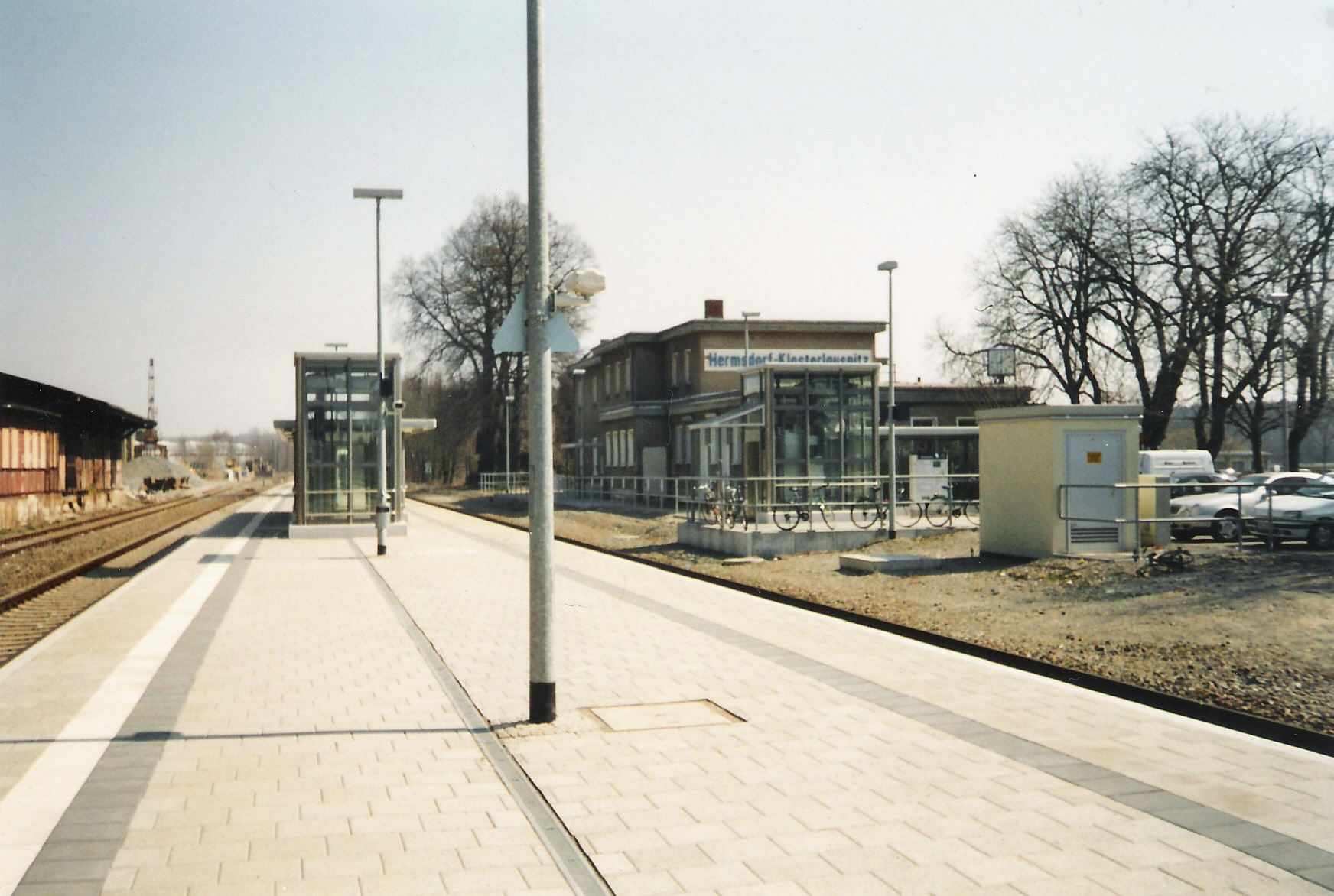
Bahnsteige und Empfangsgebäude (2003)

### Elektrifizierung
Im Bundesverkehrswegeplan 2030 ist geplant, die Bahnstrecke Weimar-Gera und damit auch den Bahnhof Hermsdorf-Klosterlausnitz mit einer Oberleitung auszustatten.

## Anlagen

### Bahnsteige und Gleise
Der Zugang zum Bahnsteig ist durch zwei Aufzüge barrierefrei. Nachdem der Mittelbahnsteig im Zuge der Streckensanierung errichtet worden war, erhielt er bereits 2018 eine neue Bahnsteigkante und neues Pflaster.
| Gleis | Länge in m | Höhe in cm | Nutzung       |
| ----- | ---------- | ---------- | ------------- |
| 1     | 165        | 55         | Richtung Gera |
| 2     | 165        | 55         | Richtung Jena |

## Verkehrsangebot
Der Bahnhof Hermsdorf-Klosterlausnitz gehörte ursprünglich zu den Bahnhöfen der Strecke Weimar – Gera, die durch die dort verkehrenden Fernzüge bedient wurden. Allerdings hielten nicht alle Fernzüge dort, auch die ab 1993 als letzte Fernzüge bis 2001 eingesetzten Interregiozüge bedienten den Bahnhof nicht. Neben dem Fernverkehr, der auch für den Kurbetrieb in Bad Klosterlausnitz von Bedeutung war, war und ist der Bahnhof aber vor allem für den Pendler- und Einkaufsverkehr in die beiden benachbarten Zentren Jena und Gera wichtig.

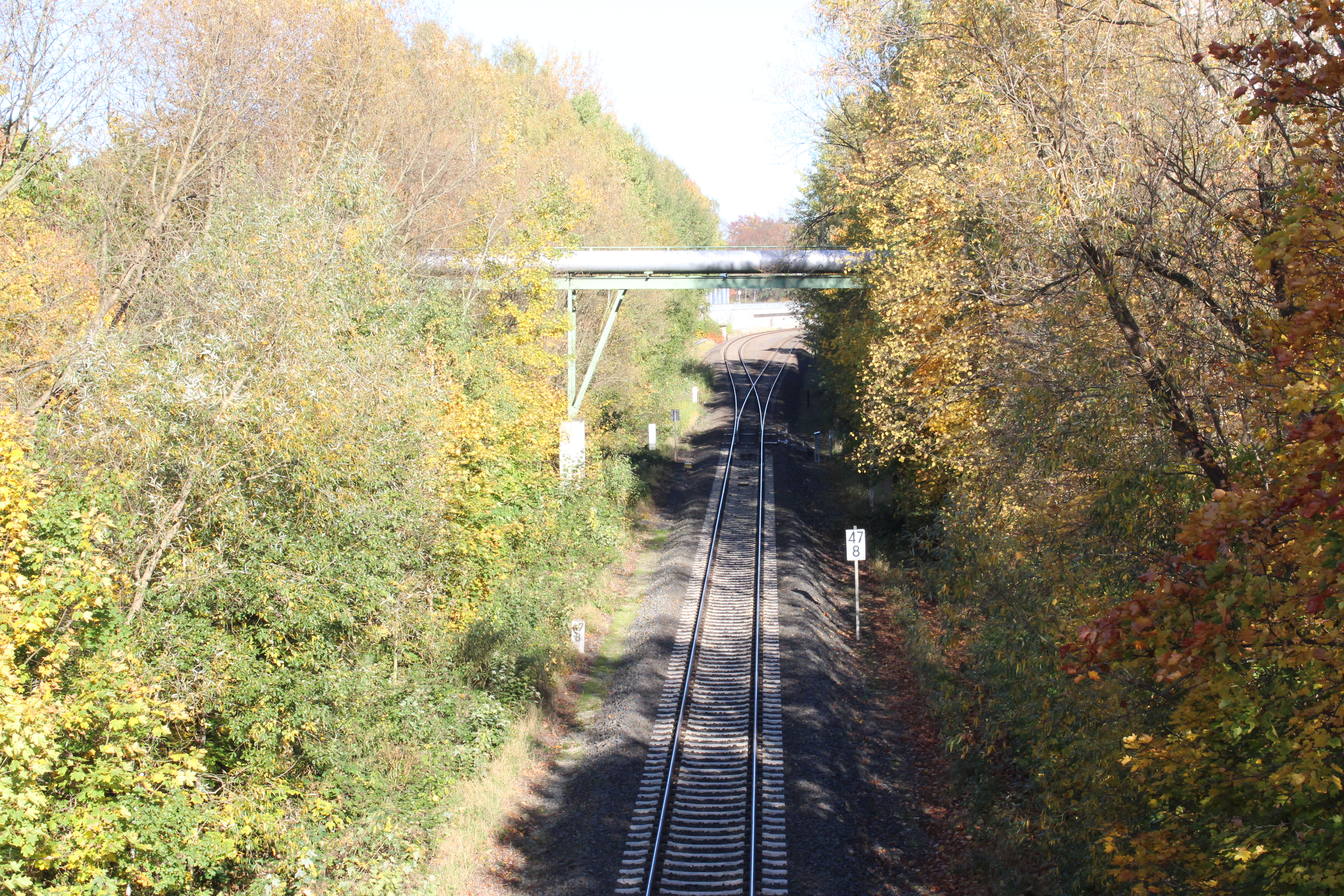
Westliche Einfahrt (2017)

Vor dem Zweiten Weltkrieg verkehrten nur einzelne Fernzüge auf der Strecke. Im Sommerfahrplan 1938 waren dies zwei Eilzüge und ein Schnellzug, die alle in Hermsdorf-Klosterlausnitz hielten:
- E65/66 Chemnitz – Gera – Hermsdorf-Klosterlausnitz – Erfurt – Gotha – Eichenberg – Kassel – Bad Wildungen (und zurück)
- E97/98 Chemnitz – Gera – Hermsdorf-Klosterlausnitz – Weimar (und zurück)
- D90/89 Eger – Gera – Hermsdorf-Klosterlausnitz – Weimar mit Kurswagen und Schlafwagen nach Köln – Mönchengladbach – Vlissingen (und zurück)

Hinzu kamen zehn tägliche Personenzüge pro Richtung, ein in Hermsdorf-Klosterlausnitz beginnender werktäglicher Frühzug nach Gera sowie ein Zugpaar an Wochenenden (samstags in Richtung Gera, Sonntags in Richtung Jena).
Nach dem Krieg gewann die Strecke über Hermsdorf-Klosterlausnitz als südlichste Ost-West-Verbindung in der DDR erst allmählich an Bedeutung. Im Fahrplanjahr 1965/66 verkehrten je zwei Eil- und Schnellzüge, von denen allerdings nur die beiden Eilzüge in Hermsdorf-Klosterlausnitz hielten:
- E265/266 Görlitz – Dresden – Chemnitz – Zwickau – Gera – Hermsdorf-Klosterlausnitz – Erfurt (und zurück)
- E269/270 Zwickau – Gera – Hermsdorf-Klosterlausnitz – Erfurt – Eisenach (zurück bereits ab Bad Salzungen)

Das Personenzugangebot hatte sich gegenüber Vorkriegszeiten eher verschlechtert. Es gab nur mehr sieben tägliche Personenzugpaare, hinzu kamen drei Zugpaare an Werktagen von Hermsdorf-Klosterlausnitz nach Gera und zurück.
Die Reichsbahn erhöhte schrittweise ihr Fernverkehrsangebot auf der Strecke über Hermsdorf. So hielten beispielsweise 1984 wieder fast alle Schnellzüge dort. Insgesamt konnten die Fahrgäste in Richtung Jena einen Eilzug und drei Schnellzüge nutzen, in Richtung Gera einen Eilzug und zwei Schnellzüge. Das Personenzugangebot hatte mit zehn Zugpaaren zwischen Jena und Gera wieder den Vorkriegsstand erreicht, hinzu kam ein weiterer Zug in Richtung Gera sowie ein werktägliches Zugpaar zwischen Hermsdorf-Klosterlausnitz und Gera.
Nach der Wende wurde das Fernverkehrsangebot zunächst deutlich ausgebaut. Im Winterfahrplan 1990/91 hielten neben einem Eilzugpaar fünf Schnellzug-Paare sowie einzelne weitere Saison- bzw. Feiertagszüge. Zwei Zugpaare verkehrten bis bzw. ab Düsseldorf, alle anderen blieben im Gebiet der Reichsbahn. Das Angebot an Personenzügen war gegenüber 1985 lediglich um ein Zugpaar erhöht worden.
Bereits wenige Jahre später wurde das Fernverkehrsangebot des Bahnhofs allerdings spürbar zurückgefahren. im Fahrplanjahr 1993/94 hielt lediglich noch ein Schnellzug-Paar Chemnitz – Erfurt in Hermsdorf-Klosterlausnitz, die neu eingeführten Interregios der Linie 41 von Chemnitz nach Aachen fuhren durch. Allerdings verkehrten in den Taktlücken der nur alle vier Stunden fahrenden Interregios zusätzliche Eilzüge von Erfurt nach Gera und weiter nach Altenburg, Zwickau oder Greiz, die auch in Hermsdorf-Klosterlausnitz hielten. Die Zahl der neu als Züge des Nahverkehrs bezeichneten normalen Personenzüge blieb gleich. Sie wurden zudem erst in den Folgejahren schrittweise vertaktet.
Seit Ende der 1990er-Jahre wird Hermsdorf-Klosterlausnitz ausschließlich von 3 Zugpaaren des Schienenpersonenfernverkehrs bedient. Das Angebot des Schienenpersonennahverkehrs wurde zugleich mit dem Abbau des Fernverkehrsangebots deutlich ausgeweitet, an Werktagen fahren sowohl Regionalbahnen als auch Regionalexpresszüge jeweils im Stundentakt.
Die Deutsche Bahn weist dem Bahnhof Hermsdorf-Klosterlausnitz die Preisklasse 5 zu. Zu Reichsbahnzeiten sprach man von einem Bahnhof vierter Klasse.
| Linie               | Strecke | Taktfrequenz (min)                                   | Betreiber       |
| ------------------- | --- | ---------------------------------------------------- | --------------- |
| IC 51 RE 51         | Gera Hbf – Hermsdorf-Klosterlausnitz – Jena West – Erfurt – Eisenach – Kassel – Paderborn – Dortmund – Düsseldorf/Köln | Drei Zugpaare (tariflich als RE zw. Gera und Erfurt) | DB Fernverkehr  |
| RE 1                | Göttingen–Gotha–Erfurt Hbf–Weimar–Jena-Göschwitz–Hermsdorf-Klosterlausnitz–Gera Hbf–Glauchau                           | 120 (Fährt abwechselnd mit RE3)                      | DB Regio Südost |
| RE 3                | Erfurt Hbf–Weimar–Jena-Göschwitz–Hermsdorf-Klosterlausnitz–Gera–Altenburg/–Greiz                                       | 120 (Fährt abwechselnd mit RE1)                      |                 |
| RB 21               | (Erfurt Hbf) -Weimar–Jena-Göschwitz–Hermsdorf-Klosterlausnitz–Gera Hbf                                                 | 120, Mo–Fr zusätzliche Züge                          | Erfurter Bahn   |
| Stand: 9. Juni 2024 | |                                                      |                 |